# Sojana (rijeka)
Sojana (rus. Сояна) je rijeka u Primorskom i Mezenskom rajonu Arhangelske oblasti u Rusiji. To je lijevi pritok Kuloja. Duga je 140 km, s površinom porječja od 5860 km2. Njeni glavni pritoci su Nyrzanga (desni) i Telsa (lijevi).
Porječje Sojane obuhvaća visoravan na istočnoj strani Dvinskog zaljeva Bijelog mora (poznatog kao visoravan Bijelo more - Kuloj). Rijeka nastaje sutokom Kepine i Kotuge, a Kotuga je donji tok Počuge i Jelovice, povezan s njima sustavom jezera. Od ušća, rijeka teče prema sjeveroistoku. Jedino naselje na obalama rijeke je selo Sojana, u Mezenskom okrugu na desnoj obali 17 km uzvodno od ušća.
Sojana je plovna od sela Sojana do ušća u Kuloj.